# 狂野歷險XF
《荒野兵器XF》，是由Media-Vision開發，索尼電腦娛樂於2007年8月9日發售的模擬策略角色扮演遊戲。狂野歷險系列的第七作。

## 概要
狂野歷險系列第一款掌上型遊戲機遊戲，遊戲標題使用XF而不使用編號，而遊戲種類由普通的角色扮演遊戲改為模擬策略角色扮演遊戲。人物設計與前作「狂野歷險 the Vth Vanguard」一樣是佐佐木和美，而劇本改回為金子彰史。

### 世界観
遊戲舞台依舊是行星法爾蓋亞，而行星規模性地荒廢，古代文明的崩塌，漸漸成為「步向死亡的世界」。崩潰的世界只剩下少量的食物資源、土地和財產等，人們開始了的不知什麼才能時候結束的相爭。

## 角色

### 建國騎士團「空白畫架」
- 克拉莉莎 (Klarissa)　配音：咲乃藍里
系統第二位女主角，17歳，身高160cm。率領建國騎士團「空白畫架」的少女。年紀輕輕就要背負嚴酷的重壓，性格開朗活潑。從已故的母親繼承「阻止世界的荒廢，引領人們邁向『豐饒之地』」的夢想。
- 菲亞斯 (Firs)　配音：津山博
26歳，身高178cm。守護克拉莉莎並跟隨著她的青年。沉默寡言，從不談論自己的過去，不過他非常體諒別人，是一個和善的人。做事專心，重情義，竭盡全力完成自己的信念，而內裏隱藏著燃燒的鬥士。
- 雷賓 (Revin)　配音：坂卷亮佑
15歳，身高158cm。艾列希斯貴族的兒子，自小從拉布萊娜學習魔法。自知自己沒有魔法的才能，所以學會靈活的身手作為補足。對主角克拉莉莎抱有愛慕之情，但克拉莉莎完全沒有注意到。
- 拉布萊娜 (Labryna)　配音：津野shino
34歳，身高167cm。前艾列希斯王室附屬的魔術師。非常博學，雖然不擅長於軍事方面，但好的知識成為空白畫架的最大武器。頭腦轉得快，擁有看穿隱藏著的真實的洞察力。
- 羅格納 (Logner)　配音：中田雅之
29歳，身高189cm。強健體格的傭兵，言行像一位紳士，做事謹慎認真。能對應危機，而戰鬥中各能力都非常卓越。
- 東尼 (Tony)
克拉莉莎率領的空白畫架的雜種狗。非常大吃，常接近克拉莉莎和拉布萊娜，喜歡年輕的女性。

### 元老院
- 路帕德 (Rupert)　配音：本田裕之
- 夏爾特魯茲 (Chartreuse)　配音:石川和之
- 愛格菈蕾格 (Egralag)　配音：日野未步
- 艾森 (Eisen)　配音：古田信幸
- 威斯海特 (Weishelt)　配音：比嘉久美子

### 艾列希斯王國
- 拉斯尼爾 (Hrathir)　配音：小川一樹
- 卡蒂娜 (Katina)　配音：廣田詩夢
- 雅蕾克西雅 (Alexia)　配音：?

## 職業
遊戲中各角色有「級別」（所謂職業）設定，根據級別各角色有不同的參數、裝備、技能和其他「個人技能」的特殊能力等。而遊戲中亦加入狂野歷險系列的「解謎」系統，在各個舞台中有不同特殊的裝置，需要不同級別來運作。
「級別」有分為主要角色的「專用級別」及候鳥（渡り鳥）的「通用級別」等兩種。轉換級別時，須要稱為「ARM」的神秘機器。
- 專用職業
  - 蒲公英 Dandelion 
克拉莉莎的初期級別。
  - 斧戰士 Axe Battler 
菲亞斯的初期級別。
  - 武術魔法師 Martial Mage 
雷賓的初期級別。
  - 
拉布萊娜的初期級別。
  - Storm Rider 
羅格納的初期級別。
  - 雜種狗
東尼的初期級別。
- 通用級別
  - 戰士 War Head 
武器：劍　防具：防護背心
物理攻撃型的級別。
  - 咒術師 Spell Caste 
武器：魔導書　防具：指環
魔力攻撃型的級別。
  - 工具士 Gadgeteer 
武器：扳手　防具：圍裙
使用道具型的級別。
  - 幻想樂師 Fantastica 
武器：鈴　防具：徽章
輔助戰鬥型的級別。
  - 強擊槍手 Assault Buster 
武器：槍　防具：頭部裝備
可以直線移動，而移動力是級別之首。
  - 速弓手 Strider 
武器：弓　防具：護身符
使用弓箭遠距離攻擊的級別。
  - 拳擊決鬥士 Glove Duelist 
武器：拳擊手套　防具：皮帶
擁有向敵人投擲道具的個人技能的級別。
  - 護衛 Escort Vessel 
武器：鎚　防具：金屬鎧甲
高防禦力及攻擊力的前衛型級別。
  - 
武器：禮儀劍　防具：禮服
高HP及高防禦力，能將負面狀態轉嫁給敵人的個人技能的級別。
  - 模仿師 Emulator 
武器：爆弾　防具：懷錶
能複製敵人技能的個人技能「下載」的級別。
  - 搜索者 Wonder Seeker 
武器：彈珠機　防具：靴
發現周圍隱藏的敵人及道具的級別。
  - 夜行者 Night Raider 
武器：細剣　防具：面具
利用高反應價來多次攻擊類型的級別。
  - 拯救者 Sacred Saviour 
武器：懷刀　防具：護符
擁有回復及補助的技能支援型的級別。
  - 
武器：灣刀　防具：曲玉
高迴避力的級別。
  - 解謎師 Enigmaser 
武器：杖　防具：長袍
全級別中最多MP的級別。
  - 
武器：手裏劍　防具：寶石
有識別有屬性的HEX的能力的級別。

## 遊戲用語
- 建國騎士團「空白畫架(Blanquizel)」

「空白畫架」是古代流傳的艾列希斯建國傳說中的騎士團，「Blanquizel」意為「空白的畫架」，而騎士團的徽章也是「畫架與被拔起的劍」。為艾列希斯和平為目標，但與艾列希斯王國元老院敵對。

## 主題曲
「本気の嘘」
中譯：「認真的謊言」
作詞：なるけみちこ (Michiko Naruke)
作曲／編曲：上松範康
主唱：織田かおり

## 關於非官方網站
由索尼電腦娛樂製作的狂野歷險 XF網站為「官方網站」，而由製造商Media-Vision製作的狂野歷險 XF網站則為「非官方網站」。非官方網站中的內容是一些誇張的謊言，例如在人物的資料上寫著「拉布萊娜十分喜歡聯誼會」、遊戲截圖的介紹明顯地與故事不同等。特別是作為主角的克拉莉莎的頭髮在非官方網站內被設定為「前髮中養著鴿子」，在克拉莉莎的圖像上加上鴿子，成為系列愛好者的話題。
現在在非官方網站內，各種各樣標題上都出現鴿子記號。

## 外部連結
- 狂野歷險 XF 官方網站 （页面存档备份，存于）
- 狂野歷險 XF 非官方網站 （页面存档备份，存于）